# Один и три стула
Один и три стула (англ. One and Three Chairs, 1965) — инсталляция Джозефа Кошута. Работа выглядит как стул, фотография этого стула и копия словарной статьи «стул». Ключевым для понимания работы является тот факт, что на фотографии изображён именно выставленный стул. Таким образом, самотематизирующая работа содержит в себе контекст собственной презентации. Один и три стула — один из наиболее характерных примеров концептуального искусства.

## Концепт
По замыслу автора, стул и его фотография должны меняться с каждой новой экспозицией. Неизменными сохраняются два элемента: копия словарной статьи «стул» и схема с инструкциями установки работы. Оба элемента являются частью концепта и подписаны художником.